# Szamanta
A Szamanta az Amerikai Egyesült Államokból származó angol név. Valószínűleg héber eredetű, (héberül: סמנתה) jelentése hallgató, engedelmes, de más feltevés szerint hindu eredetű, a jelentése ebben az esetben végtelen magányosság.

## Gyakorisága
Az 1990-es években szórványos név, a 2000-es években nem szerepel a 100 leggyakoribb női név között.

## Névnapok
- február 6.[2]
- október 26.[2]

## Híres Szamanták
- Samantha Fox brit énekesnő
- Samantha Smith amerikai gyermek-békeaktivista
- Samantha Stosur ausztrál teniszezőnő